# Карапетян, Кристина Сергеевна
Кристина Сергеевна Карапетян (род. 5 февраля 1990 года, Москва) — российская легкоатлетка, специализирующаяся в прыжках в высоту и тройным. Двукратная чемпионка Сурдлимпийских игр (2009, 2017). Многократный победитель и призёр чемпионатов России, Европы и мира (спорт глухих). Заслуженный мастер спорта России (2010).

## Биография
Кристина Сергеевна Карапетян родилась 5 февраля 1990 года в Москве. Тренируется в ГБУ «ФСО „Юность Москвы“ Москомспорта Спортивно-адаптивная школа равных возможностей» под руководством Ивана Александровича Васильева.
В 2009 году на Сурдлимпийских играх в Тайбэе победила в прыжках в высоту.
В 2013 году на Сурдлимпийских играх в Софии стала серебряным призёром в прыжках в высоту и приняла участие в соревнованиях в тройном прыжке. Также принимала участие в соревнованиях спортсменов без ограничений по слуху — на Кубке России 2013 года в Ерино заняла 7 место в прыжках в высоту.
С 2016 года также работает персональным тренером в московском фитнес-клубе «Зебра» (м. Кожуховская).
В 2017 году на Сурдлимпийских играх в Самсуне победила в прыжках в высоту и заняла 4 место в тройном прыжке.

## Основные результаты
| Год  | Соревнования        | Место проведения             | Дисциплина | Место | Результат |
| ---- | ------------------- | ---------------------------- | ---------- | ----- | --------- |
| 2009 | Сурдлимпийские игры | Тайбэй, Китайская Республика | высота     | 1     | 1,62 м    |
| 2013 | Сурдлимпийские игры | София, Болгария              | высота     | 2     | 1,70 м    |
| 2013 | Сурдлимпийские игры | София, Болгария              | тройной    | —     | NM        |
| 2017 | Сурдлимпийские игры | Самсун, Турция               | высота     | 1     | 1,74 м    |
| 2017 | Сурдлимпийские игры | Самсун, Турция               | тройной    | 4     | 11,72 м   |